# Metro International
Metro International är ett Luxemburg-baserat medieföretag med svenska rötter. Det ägnar sig åt utgivning av gratistidningen Metro. Tidningen Metro har som mest haft utgivning i 23 länder och med 18 miljoner läsare.

## Historia

### Inledning och expansion
Bolaget Metro International är kopplat till tidningen Metro. Tidningen startades i Stockholm 1995 efter fleråriga planer (ursprungligen från 1992) hos de tre grundarna Monica Lindstedt, Robert Baunderhielm och Pelle Andersson.
Metro International fungerade länge som moderbolag för alla olika editioner av tidningen Metro, i olika länder. 1995 startades den första upplagan av flera i Sverige, och 1997 började utgivningen av den första icke-svenska editionen – den i tjeckiska Prag. Metro International noterades 2000 på Nasdaq-börsen.

### Kraftig expansion, växtvärk
Fram till 2001 expanderade Metro International kraftigt, med 23 editioner i 15 länder och på fyra kontinenter Man hade då blivit en av de internationellt sett största tidningskoncernerna. 2008 noterades tidningen i Guinness rekordbok som världens största dagstidning, med 18,5 miljoner läsare. I Sverige noterades två år senare fler Metro-läsare än antal läsare av Dagens Nyheter i Stockholm.
Den hastiga expansionen på olika marknader ledde samtidigt till ekonomiska problem, och 2001 gick man med 800 miljoner svenska kronor i förlust. Den omedelbara krisen undanröjdes genom att MTG, Kinnevikbolaget som ursprungligen startade Metro, och Nordea gav lån till verksamheten. Kinneviks lånesumma kom till stor del från en försäljning av aktieinnehav i TV4. Metro Internationals säkerhet hos Nordea var i första hand den svenska utgivningen, vilken sågs som bolagets mest lönsamma del. Av tidningens 23 editioner meddelades 2002 att endast sex utgåvor var lönsamma (utgåvorna i Sverige, Prag och Ungern); tre av tidningsupplagorna hade så dags redan lagts ner, inklusive de i Schweiz och det krisdrabbade Argentina.

### Senare år
Därefter avtog den största delen av expansionen på olika marknader. Metro Internationals börsvärde sjönk under perioden 2000 till 2008 från 6 miljarder till 450 miljoner svenska kronor. 2008 gick konkurrenten Schibsted (som samma år lagt ner sin egen gratistidning Punkt SE) in som delägare, med 35 procent av aktierna.
Fram till 2012 ägde var ägarbolaget Metro International noterat på Stockholmsbörsen. Det året blev bolaget utköpt från börsen av Investment AB Kinnevik. Kinnevik sålde i februari 2017 tidningsgruppens nordiska del till Custos AB, som kontrolleras av Christen Ager-Hanssen. 2019 lades utgivningen i Sverige ned, medan utgivningen fortsatte på andra marknader – bland annat i Latinamerika. Många av utgåvorna ges dock ut av andra än Metro International, som under årens lopp sålt Metro-editionerna i många länder. Detta inkluderar upplagor i Frankrike, Portugal, Ungern, USA och Kanada.

## Utgivning
Metro startade under sin levnad en mängd editioner i ett antal olika länder, på lokala språk. Många editioner har senare lagts ner eller bytt ägare, men i augusti 2019 kvarstår ett antal av dem. Nedan listas övriga nedlagda respektive kvarvarande editioner. Länder med fortsatt utgivning 2019 markeras med *:

### Europa
- Danmark (på danska). Nedlagd.
- Finland (som HS Metro, på finska). Nedlagda: Helsingfors (–2017).
- Frankrike (på franska). Nedlagd (2002–2016). Såld till TF1 2011.
- Grekland (på grekiska). Nedlagda: Aten (–2012).
- Italien (på italienska). Nedlagda: Bologna (–2015), Cagliari (–2012), Florens (–2015), Genua (–2015), Milano (–2019), Rom (–2019), Sassari (–2012), Turin (–2019)
- Kroatien (på kroatiska). Nedlagd (–2008).
- Nederländerna (på nederländska). Nedlagda: Amsterdam (–2019), Rotterdam (–2019).
- Polen (på polska). Nedlagd (–2007).
- Portugal (på portugisiska). Nedlagd (2004–2016). Såld till Cofina 2009.
- Ryssland* (Moskva, Sankt Petersburg – på ryska). Veckoutgivning: Kazan, Novosibirsk, Samara, Tjeljabinsk, Toljatti, Ulan-Ude. Nedlagda: Barnaul (–2017), Jekaterinburg (–2017), Nizjnij Novgorod (–2017), Omsk (–2018), Rostov-na-Donu (–2018), Smolensk (–2016), Tula (–2018), Ufa (–2017), Voronezj (–2017).
- Schweiz (som Metropol, på tyska). Nedlagd (2000–2002).
- Spanien (på spanska). Nedlagd (–2009).
- Sverige (på svenska). Nedlagda: Stockholm (1995–2019), Göteborg (1998–2019), Malmö (1999–2019).
- Tjeckien (på tjeckiska). Nedlagda: Brno, (–2013), Prag (–2013).
- Ungern (senare som Metropol – på ungerska). Nedlagda: Budapest (1998–2015, såld till privat investerare 2011).

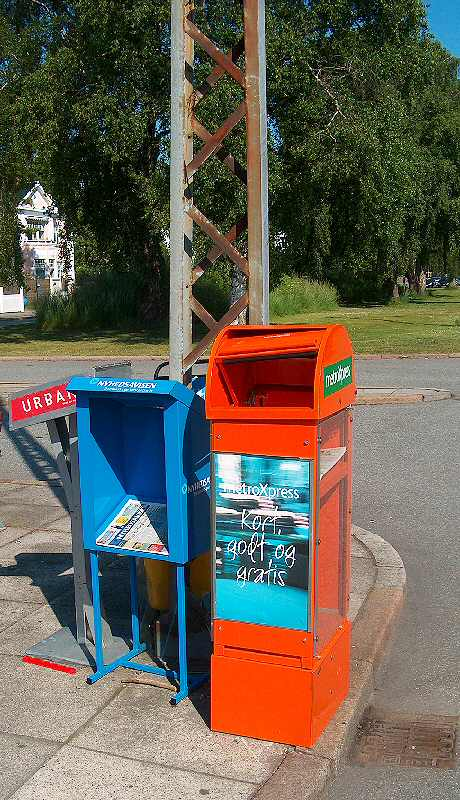
Tidningsställ i Danmark (2007).
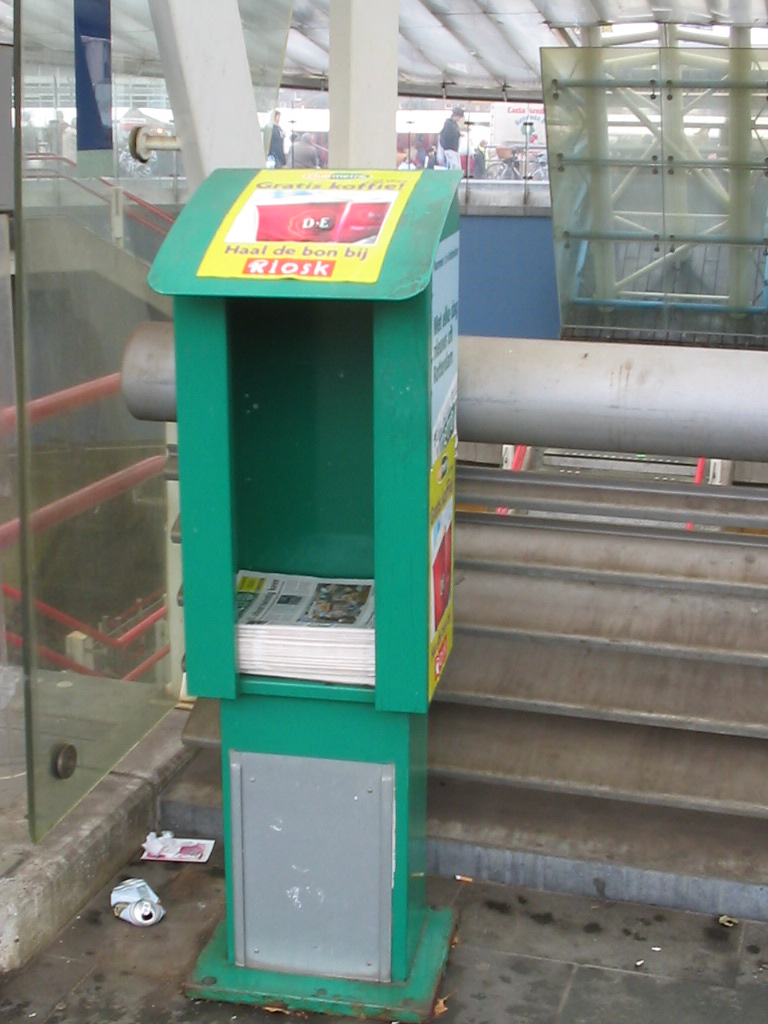
Tidningsställ i Nederländerna (2004).
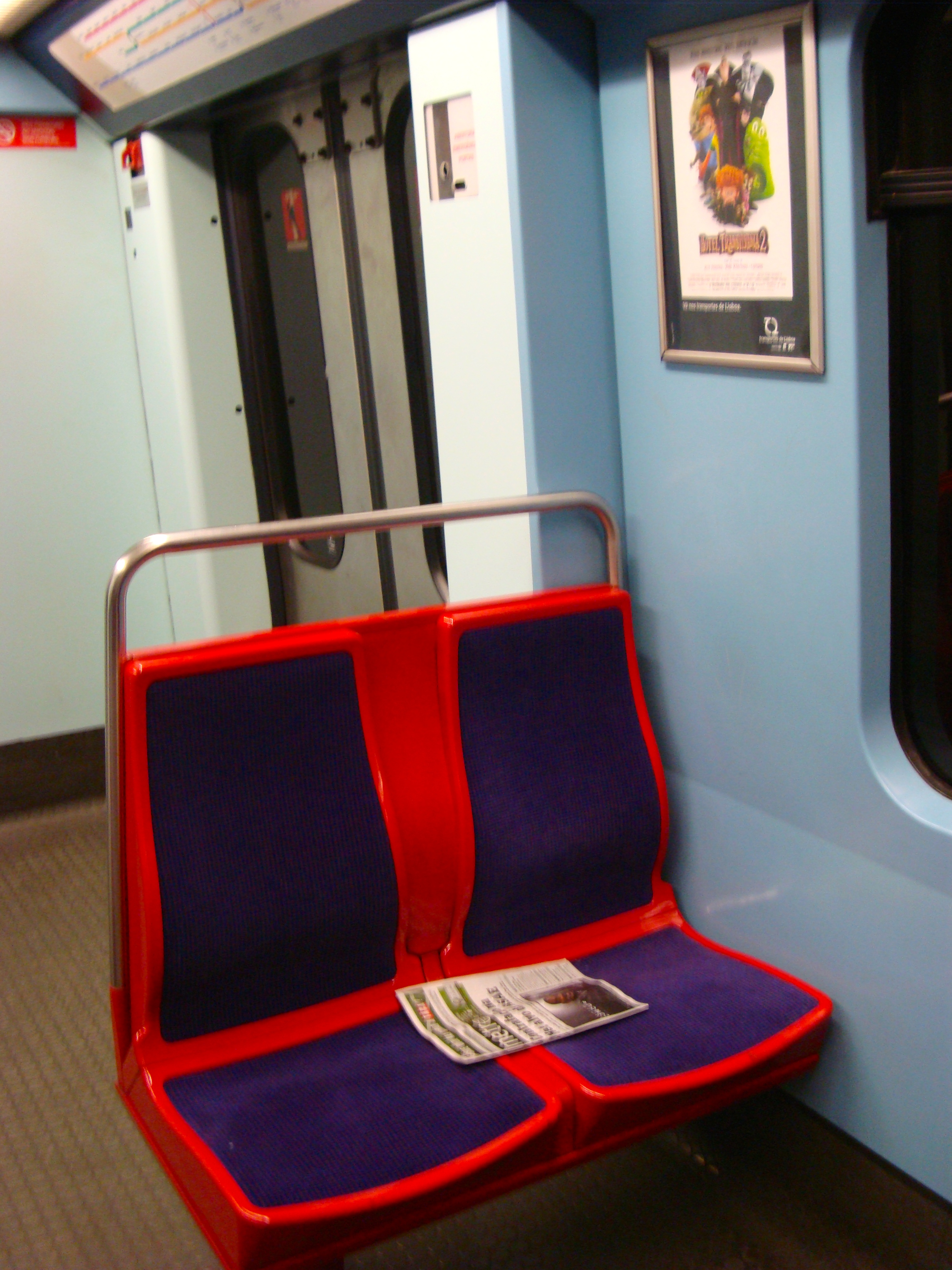
Tunnelbanevagn i Lissabon (2007).
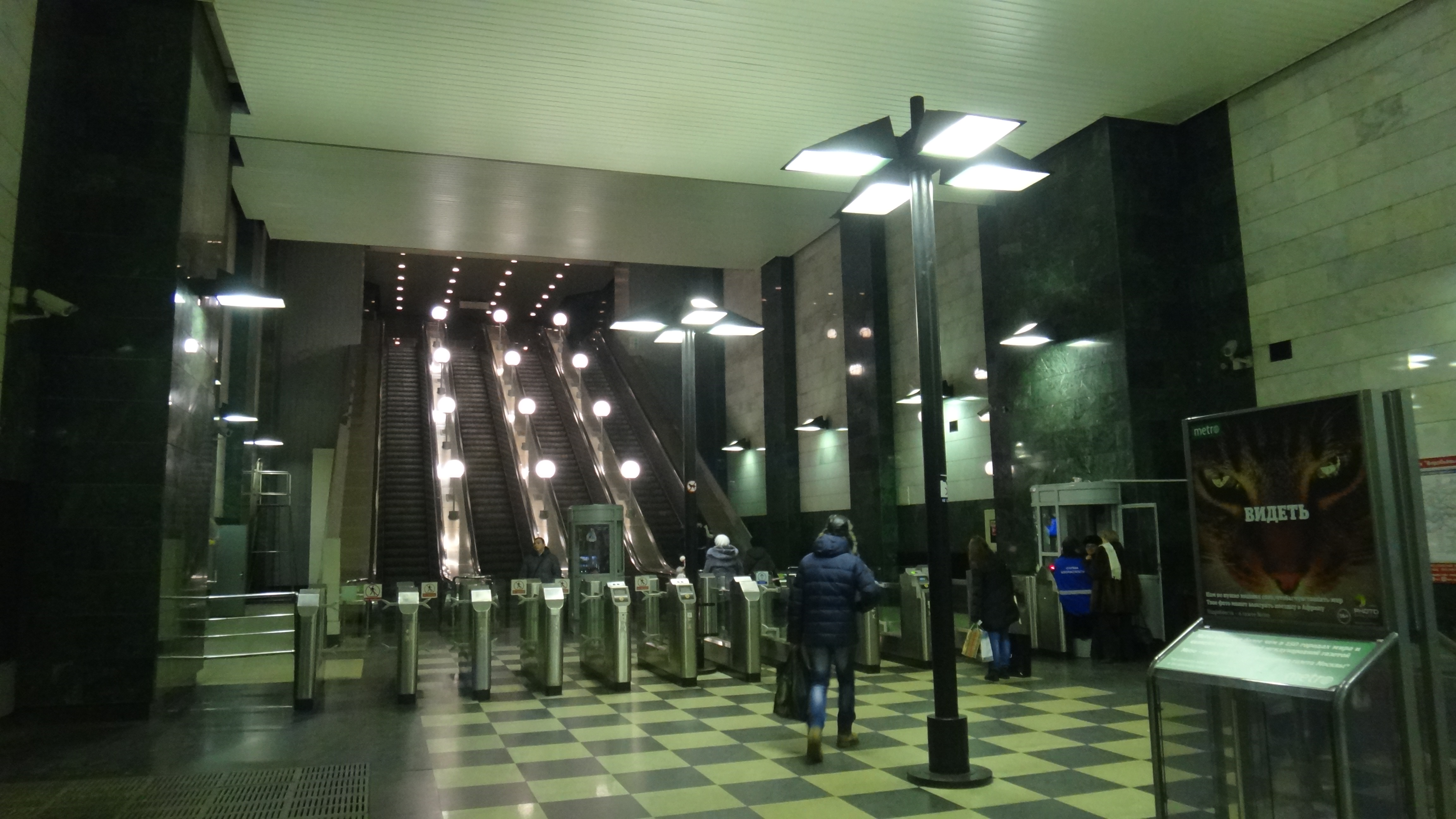
Moskvas tunnelbana med tidningsställ (2013).

### Latinamerika
- Argentina (som Publimetro – på spanska). Nedlagd (2000–2001).
- Brasilien* (2009–,[12] på portugisiska – ABC-regionen, Brasília, Campinas, Curitiba, Rio de Janeiro, Sāo Paulo). Nedlagda: Maringá (–2019).
- Chile* (Santiago – som Publimetro).
- Colombia* (Baranquilla, Bogotá, Cali, Medellín – som Publimetro, på spanska).
- Dominikanska republiken* (Santo Domingo – som Metropoli, på spanska).
- Ecuador* (Cuenca, Guayaquil, Quito – sedan 2002, på spanska).
- Guatemala* (Guatemala City – som Publinews, på spanska).
- Mexiko* (Guadalajara, León, Mérida, Mexico City, Monterrey, Morelia, Puebla – som Publimetro, på spanska). Nedlagda: Quintana Roo (–2018), norra Mexiko/"Zona Norte" (–2018)
- Nicaragua* (2013–,[13] på spanska).
- Peru (som Publimetro.pe – på spanska). Nedlagda: Lima (–2019), "Playas" (–2019).
- Puerto Rico* (2012–,[14] som Metro.pr – på spanska).

### Övriga länder
- Kanada* (Montréal – som Métro, på franska). Nedlagda (på engelska): Calgary (–2017), Edmonton (–2017), Halifax (–2017), Ottawa (–2017), Toronto (–2017), Vancouver (–2017), Winnipeg (–2017).
- Kina (på kinesiska). Nedlagda: Hongkong (–2016).
- Sydkorea (på koreanska). Nedlagda: Busan (–2014), Seoul (–2015).
- USA* (Boston, New York, Philadelphia – på engelska). Nya ägare från 2009.[15]

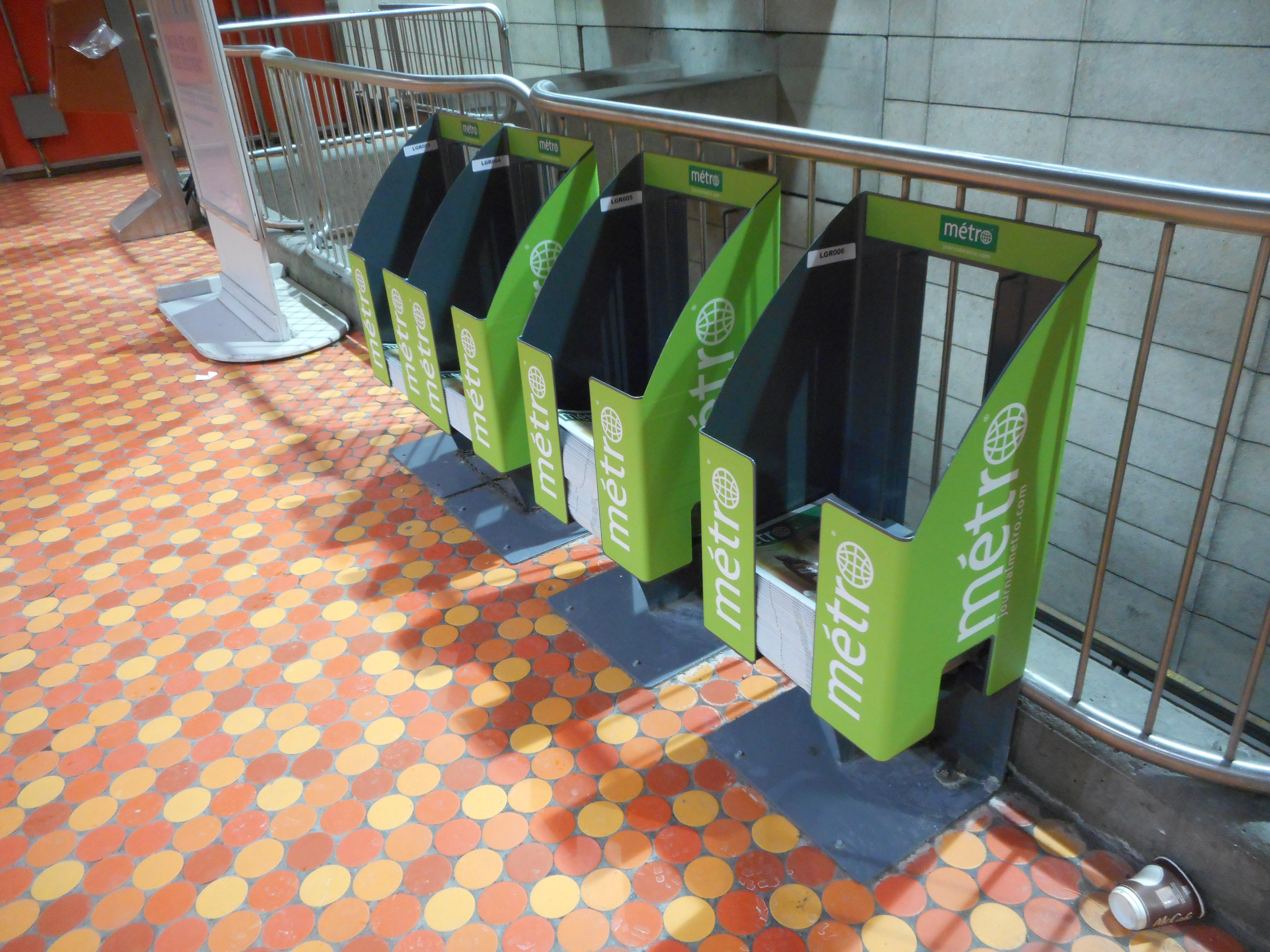
Tidningsställ i Montréal (2016).
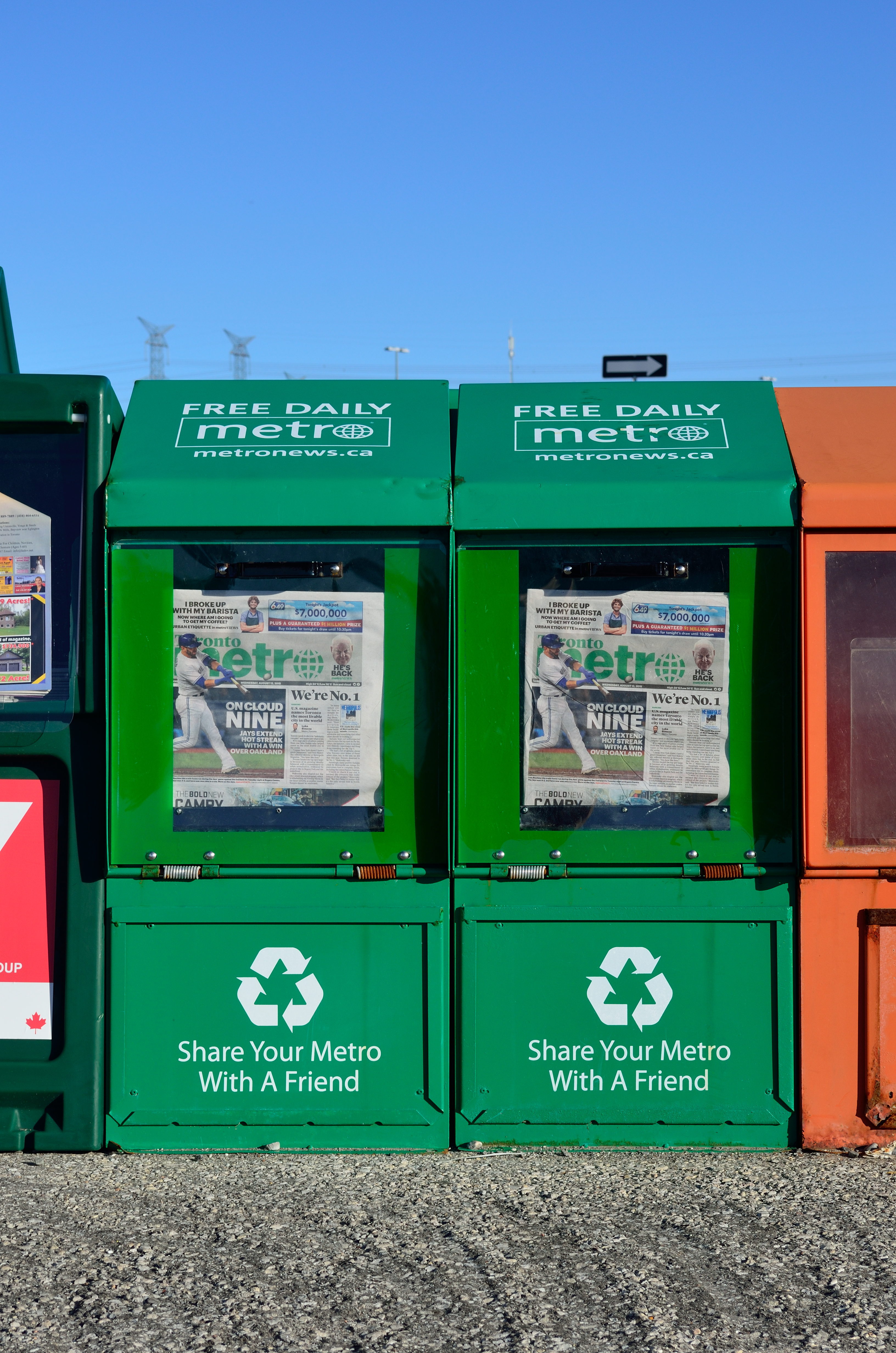
Tidningsställ i Toronto (2015).
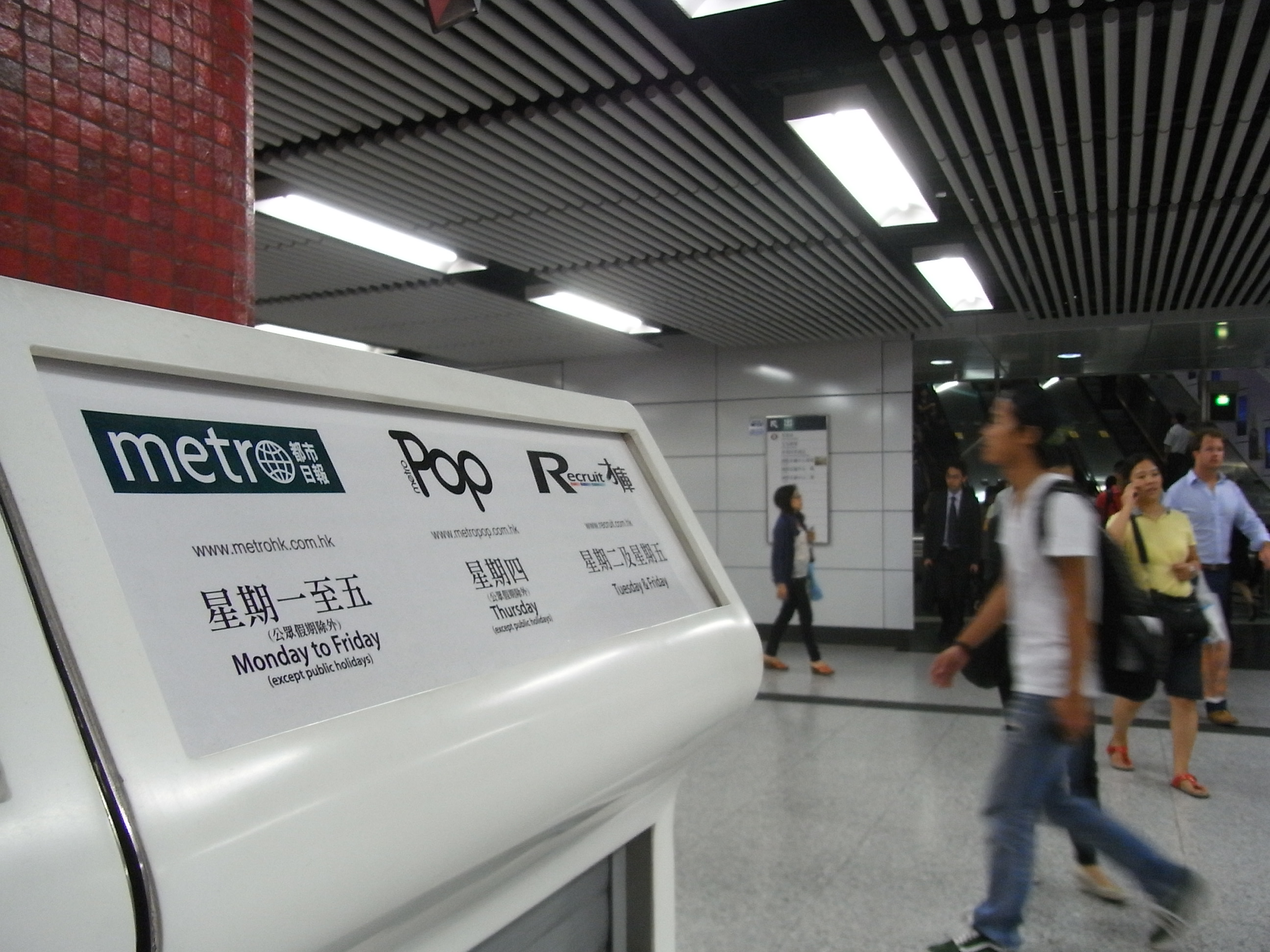
Tidningsställ i Hongkong (2012).
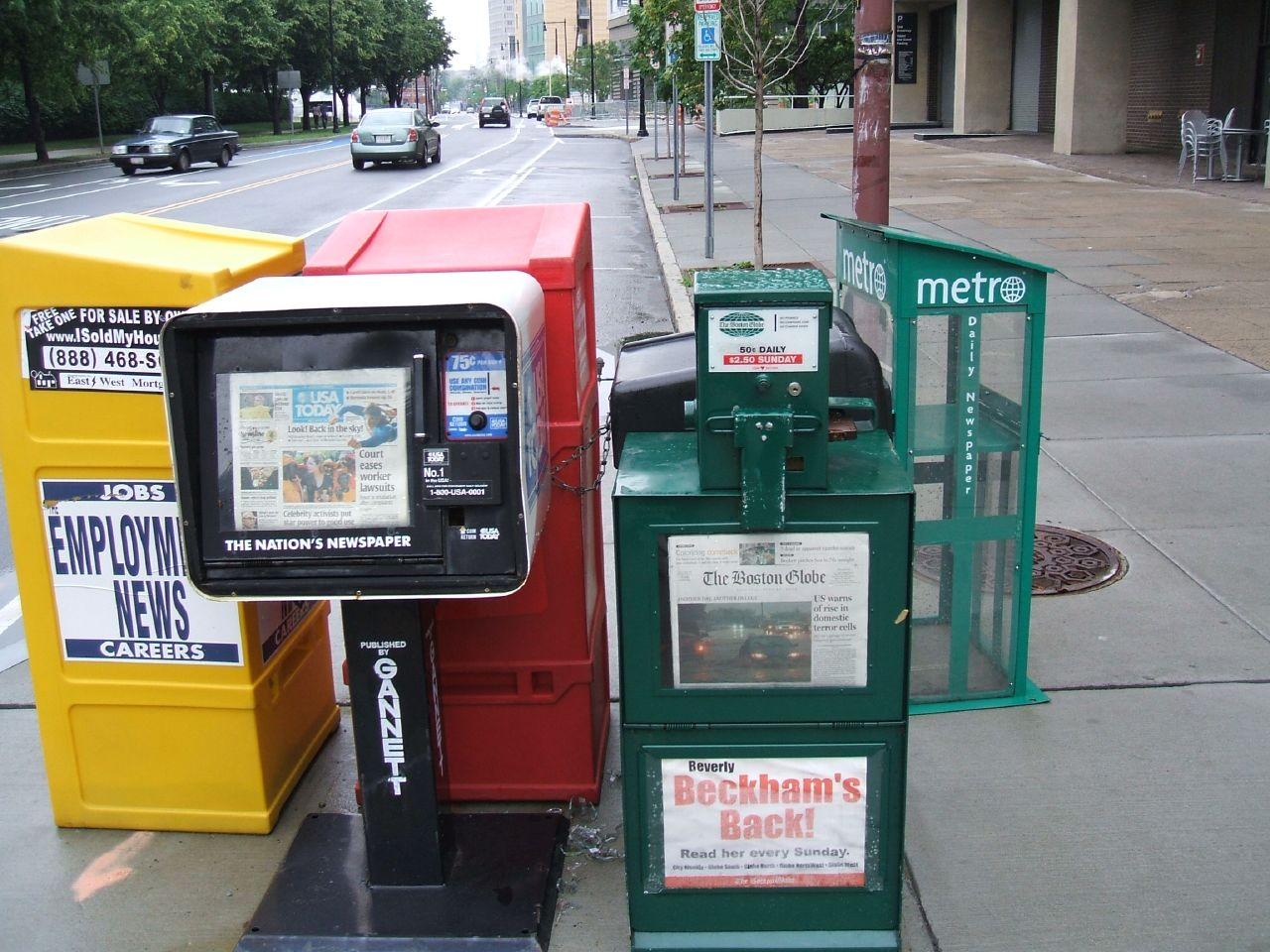
Tidningsställ i Massachusetts (2006).

Redan 2012 hade alla europeiska Metro-editioner utom de i Sverige och Ungern sålts till andra ägare. Därefter kunde den internationella tidningsägaren Metro International fortsätta sin satsning på främst utgivningen i Latinamerika, som sågs som den sista stora tillväxtmarknaden för gratistidningar/dagstidningar.